# Xã Bowen, Quận Madison, Arkansas
Xã Bowen (tiếng Anh: Bowen Township) là một xã thuộc quận Madison, tiểu bang Arkansas, Hoa Kỳ. Năm 2010, dân số của xã này là 486 người.